# Alophoixus
Alophoixus es un género de aves paseriformes perteneciente a la familia Pycnonotidae. Sus miembros se encuentran en el sureste de Asia.

## Especies
Contiene las siguientes especies:
- Alophoixus finschii – bulbul de Finsch;
- Alophoixus flaveolus – bulbul frentigrís;
- Alophoixus pallidus – bulbul pálido;
- Alophoixus ochraceus – bulbul ocráceo;
- Alophoixus bres – bulbul bres;
- Alophoixus frater – bulbul fraile;
- Alophoixus phaeocephalus – bulbul capirotado.